# Xiphopteris okuboi
Xiphopteris okuboi là một loài dương xỉ trong họ Polypodiaceae. Loài này được Yatabe Copel. mô tả khoa học đầu tiên năm 1947.